# Emmanuel Uchegbu
Emmanuel Chimeroucheya Uchegbu (5 febbraio 2005) è un calciatore nigeriano, attaccante del Crown Legacy FC.

## Carriera

### Club
Ha iniziato a giocare a calcio nell'Ifeanyi Ubah per poi passare al Plateau Utd nel 2022. Nel 2023 è stato acquistato dall'AS Trenčín che lo ha inizialmente assegnato alla formazione Under-19.
Ha debuttato in prima squadra il 25 ottobre 2023 nell'incontro di Slovenský Pohár perso ai rigori contro la Lokomotíva Devínska Nová Ves ed ha segnato il suo primo gol il 3 agosto dell'anno successivo, in Superliga contro il FC Košice.

### Nazionale
Nel 2023 ha preso parte con la nazionale nigeriana Under-20 alla coppa delle nazioni africane di categoria.

## Statistiche

### Presenze e reti nei club
Statistiche aggiornate al 15 febbraio 2025.
| Stagione        | Squadra         | Campionato      | Campionato | Campionato | Coppe nazionali | Coppe nazionali | Coppe nazionali | Coppe continentali | Coppe continentali | Coppe continentali | Altre coppe | Altre coppe | Altre coppe | Totale | Totale | Totale |
| Stagione        | Squadra         | Comp            | Pres       | Reti       | Comp            | Pres            | Reti            | Comp               | Pres               | Reti               | Comp        | Pres        | Reti        | Pres   | Reti   |        |
| --------------- | --------------- | --------------- | ---------- | ---------- | --------------- | --------------- | --------------- | ------------------ | ------------------ | ------------------ | ----------- | ----------- | ----------- | ------ | ------ | ------ |
| 2020-2021       | Ifeanyi Ubah    | PL              | 9          | 1          | CN              | 0               | 0               | -                  | -                  | -                  | -           | -           | -           | 9      | 1      |        |
| 2021-2022       | Plateau Utd     | PL              | 8          | 0          | CN              | 0               | 0               | -                  | -                  | -                  | -           | -           | -           | 8      | 0      |        |
| 2022-2023       | Plateau Utd     | PL              | 2          | 0          | CN              | 0               | 0               | CCL+CCC            | 0+1                | 0                  | -           | -           | -           | 3      | 0      |        |
| 2023-2024       | AS Trenčín      | SL              | 11         | 0          | CS              | 1               | 0               | -                  | -                  | -                  | -           | -           | -           | 12     | 0      |        |
| 2024-2025       | AS Trenčín      | SL              | 19         | 4          | CS              | 2               | 1               | -                  | -                  | -                  | -           | -           | -           | 21     | 5      |        |
| Totale carriera | Totale carriera | Totale carriera | 48         | 5          |                 | 3               | 1               |                    | 1                  | 0                  |             | -           | -           | 52     | 6      |        |